# Medusa Murtola
De Medusa Murtola is een schilderij van Medusa, in een privécollectie, toegeschreven aan de Italiaanse kunstschilder Caravaggio (1571-1610).

## Het schilderij
Op een persconferentie op 24 februari 2012 door Prof. Mina Gregori en Prof. Maurizio Seracini e.a. werd bekendgemaakt dat uit recente studies blijkt dat de zogenaamde Medusa Murtola geen kopie zou zijn van de Medusa van Caravaggio die bewaard wordt in het Uffizi in Florence, zoals voorheen gedacht werd, maar wel de originele versie over dit onderwerp. Het werk zou trouwens een à twee jaar ouder zijn dan de versie in het Uffizi. Het doek kreeg de bijnaam Murtola omdat de dichter Gaspare Murtola er een gedicht aan wijdde nog tijdens Caravaggio’s leven. Het zou bij het zien van dit schilderij geweest zijn, dat Kardinaal Francesco Maria del Monte, de opdracht zou gegeven hebben voor een kopie, die hij cadeau deed aan groothertog Ferdinando I de' Medici, het werk dat nu in het Uffizi hangt.
Het doek werd een twintigtal jaar geleden verworven door de Italiaanse privé verzamelaar Ermanno Zoffili, die een paar dagen voor de aankondiging overleed. De toewijzing blijkt bevestigd te worden door de specialisten inzake Caravaggio.
Het schilderij werd radiografisch en met infraroodreflectografie onderzocht om de ondertekening aan het licht te brengen. Over de uitgevoerde onderzoeken en de resultaten ervan is een boek gepubliceerd. Dit onderzoek bracht talrijke pentimenti (overschilderingen) aan het licht, wat wijst op een originele compositie. Uit de ondertekeningen blijkt dat de schilder diverse correcties aanbracht aan het originele concept. De versie van het Uffizi toont daarentegen geen verbeteringen aan het ontwerp, wat er op wijst dat die versie een kopie is van een bestaand werk.

## Beschrijving
Het schilderij is 55 x 48 cm groot en is getekend met Michel AF (Michel Angelo fecit). Het is geschilderd met olieverf op leder dat aangebracht is op een convex schild in populier.
Afgebeeld is het door Perseus afgehakte hoofd van Medusa, dat bedekt was met slangen in plaats van haar. Tevoren had ze zichzelf gezien in het (door Perseus omhoog gehouden) spiegelende schild van de godin Athene; de verschrikking van haar eigen aanblik staat nog op haar gezicht te lezen. Het bloed stroomt uit haar hals. Caravaggio gebruikte zijn eigen spiegelbeeld als het model voor de Medusa. Hij toont zich hier een meester in het perspectief, door een schildering op een convex voorwerp die toch als een normaal beeld gezien wordt door de toeschouwer.